# Jacques-Bénigne Bossuet
Jacques-Bénigne Bossuet [ejtsd: boszoé] (Dijon, 1627. szeptember 27. – Párizs, 1704. április 12.) francia katolikus püspök, teológus, író. 1671-ben a Francia Akadémia tagjává választották.

## Élete

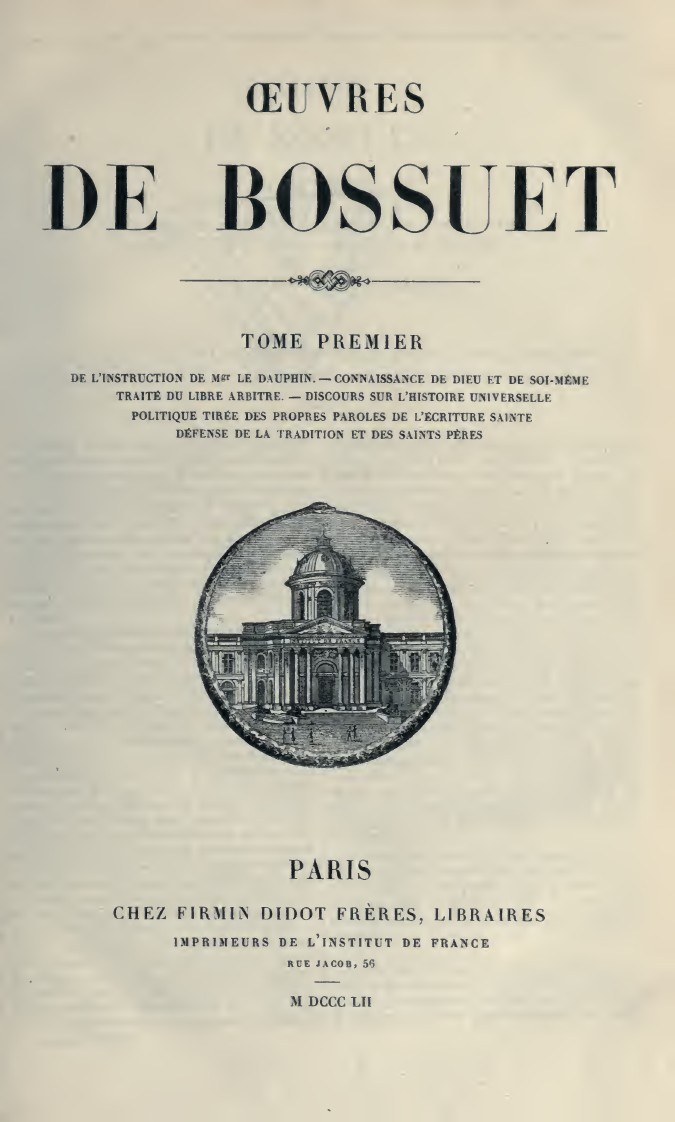
Oeuvres, 1852

Burgundiai, új keletű taláros nemesi családban született. Szülei egyházi pályára szánták, nyolcéves korában kapott tonzúrát. Apja összeköttetéseinek köszönhetően 1642-ben a metzi katedrális egyik kanonokává nevezték ki. Dijonban a jezsuiták iskolájában, majd Párizsban I. Johanna navarrai királynő által alapított Navarrai Kollégiumban tanult filozófiát és teológiát. A világi szalonokat is látogatta, ahol már feltűnt jó beszédkészsége. A kollégiumban felfigyeltek kiváló szónoki tehetségére. 1642-ben záróvizsgája után Metzbe tért vissza és a templomi szolgálatot nagy odaadással végezte. 1648-ban szubdiakónus, 1649-ben diakónus lett. Visszatért Párizsba és folytatta tanulmányait a Sorbonne-on. Rendszeresen hallgatta Páli Szent Vince prédikációit, amelyek nagyban befolyásolták retorikai stílusát. Szellemi fejlődésére nagy hatást gyakoroltak Jean Duvergier de Hauranne és Antoine Singlin janzenista abbék. 1652. január 24-én avatták a teológia doktorává, március 16-án pappá szentelték.
A Franciaországhoz került Metz polgárainak kb. a fele protestáns volt. Bossuet katolikus kanonoki kötelességének tartotta, hogy megkísérelje visszatéríteni őket a katolikus egyházba. Az 1655-ben megjelent írása (Réfutation du catéchisme de Sr Paul Ferry), Paul Ferry kálvinista pásztor ellen irányult.
Szentbeszédeinek híre eljutott a királyi palotába is. 1662-ben nagyböjt vasárnapjain XIV. Lajos francia király és Ausztriai Anna francia királyné jelenlétében prédikált. Beszédeinek hatására protestánsok is visszatértek a katolikus egyházba, mint pl. Henri de La Tour d’Auvergne de Turenne és néhány családtagja.
1669-ben Condom püspökévé nevezték ki. 1670-ben a trónörökös Lajos királyi herceg tanítója lett, több traktátust írt a herceg okítására (Exposition de la doctrine catholique, La Politique tirée des propres paroles de l'Écriture Sainte, Traité de la connaissance de Dieu et de soi-même, Discours sur l'histoire universelle). Bossuet lemondott a condomi püspökségről, mert nem tudta ellátni feladatkörét a tanítás miatt. 1671-ben Francia Akadémia tagjává választották. 1680-ban Lajos királyi herceg megnősült, 1681-ben Bossuet-t Meaux püspökévé nevezte ki a király. A helység közelsége miatt gyakran utazott Párizsba és Versailles-ba.
XIV. Lajos és XI. Ince pápa között konfliktus alakult arról, hogy van-e joga beavatkozni a szentszéknek a gall egyház ügyeibe. Bossuet fogalmazta meg 1682-ben azt a négypontos nyilatkozatot, amelyben pontosan meghatározták a pápák szellemi, és a mindenkori francia királyok világi jogait. A nyilatkozatot Rómában elégették.
Bossuet nagy álmának megvalósításán, az egyházak egyesítésén dolgozott. Erről Gottfried Wilhelm Leibnizzel is folytatott levelezést. 1698-ban röpiratot írt a kvietizmusról, aminek az lett a következménye, hogy XII. Ince pápa elítélte Madame Guyon tanait és François Fénelon értekezéseit.
Bossuet élete folyamán híressé vált gyászbeszédeket mondott Bourbon Henrietta Mária angol királyné, majd leánya, Stuart Henrietta hercegnő temetésén, valamint Ausztriai Mária Terézia francia királyné, és II. Louis de Bourbon-Condé temetésén is.

## Művei
- Refutation du catechisme du Sr Paul Ferry, ministre de la religion pretendue reformée (1655)
- Oraison funèbre de Henriette-Marie de France (1669)
- Exposition de la doctrine de l'église catholique sur les matières de controverse (1671)
- Discours sur l'Histoire universelle (1681)
- Histoire des variations des Églises protestantes (1688)
- Défense de la Tradition et des saints Pères (1693)
- Maximes et réflexions sur la comédie (1694)
- Explication de la prophétie d'Isaïe (1704)
- La Politique tirée des propres paroles de l'Écriture sainte (posztumusz) (1709)
- Traité de la connaissance de Dieu et de soi-même (posztumusz) (1741)
- Sermons (posztumusz) (1772)
- Traité de la concupiscence (posztumusz) (1731)

### Magyarul
- A' katholika tudomány' pörben forgó tzikkelyeinek elö-adása; ford., jegyz. Döme Károly; Universitas, Nagyszombat, 1793
- A' katolika hit' tudománnya' azon ágazatinak, mellyekrül viszsza-vonások vagynak, ki-tétele, mellyet ki-adott vólt Bossuet Jakab. Most magyarra fordítatott Bogyai Mihály által; Mármarossi Gottlieb Antal, Vác, 1793
- Bossuet beszédei, 1-2.; ford. Acsay Ferenc; fordítói, Esztergom, 1895–1902
  - 1. Egyházi beszédei
  - 2. Dicsőítő- és gyászbeszédei
- Elmélkedései az evangéliumról, 1-2.; ford. a budapesti növendékpapság magyar egyházirodalmi iskolája; Élet, Bp., 1913–1914